# Горст Дітерікс
Горст Дітерікс (нім. Horst Dieterichs; 1 березня 1912, Наумбург — 18 лютого 1944, Атлантичний океан) — німецький офіцер-підводник, капітан-лейтенант крігсмаріне.

## Біографія
8 квітня 1934 року вступив на флот. 1 жовтня 1936 року відряджений в авіацію. З жовтня 1940 по березень 1941 року пройшов курс підводника. З квітня 1941 року — 1-й вахтовий офіцер на підводному човні U-46. У вересні-жовтні пройшов курс командира човна. З 22 жовтня 1941 року — командир U-406, на якому здійснив 8 походів (разом 358 днів у морі). 18 лютого 1944 року U-406 був потоплений в Північній Атлантиці південно-західніше Ірландії (48°32′ пн. ш. 32°36′ зх. д.) глибинними бомбами британського фрегата «Спей». 45 членів екіпажу були врятовані, 12 (включаючи Дітерікса) загинули.
Всього за час бойових дій потопив 1 корабель водотоннажністю 7452 тонни і пошкодив 3 кораблі загальною водотоннажністю 13 285 тонн.
| Дата           | Назва корабля                | Тип               | Тоннаж | Вантаж                                                        | Екіпаж | Загинули | Країна             | Конвой  |
| -------------- | ---------------------------- | ----------------- | ------ | ------------------------------------------------------------- | ------ | -------- | ------------------ | ------- |
| 19 серпня 1942 | City of Manila               | Торговий пароплав | 7,452  | 10 000 тонн генеральних вантажів, у тому числі чавун і арахіс | 96     | 1        | Британська імперія | SL-118  |
| 28 грудня 1942 | Baron Cochrane (пошкоджений) | Торговий пароплав | 3,385  | 4376 тонн вугілля                                             | 44     | 0        | Британська імперія | ONS-154 |
| 28 грудня 1942 | Lynton Grange (пошкоджений)  | Торговий пароплав | 5,029  | 5997 тонн державних товарів і генеральних вантажів            | 52     | 0        | Британська імперія | ONS-154 |
| 28 грудня 1942 | Zarian (пошкоджений)         | Торговий пароплав | 4,871  | 7500 тонн державних товарів і генеральних вантажів            | 53     | 0        | Британська імперія | ONS-154 |

## Звання
- Кандидат в офіцери (8 квітня 1934)
- Морський кадет (26 вересня 1934)
- Фенріх-цур-зее (1 липня 1935)
- Оберфенріх-цур-зее (1 січня 1937)
- Лейтенант-цур-зее (1 квітня 1937)
- Оберлейтенант-цур-зее (1 квітня 1939)
- Капітан-лейтенант (1 квітня 1942)

## Нагороди
- Медаль «За вислугу років у Вермахті» 4-го класу (4 роки)
- Нагрудний знак підводника (27 серпня 1941)
- Залізний хрест
  - 2-го класу (1941)
  - 1-го класу (1942)